# Autorretrato (Lievens)
Autorretrato es una pintura al óleo sobre tabla de c. 1629-1630 hecha por el artista neerlandés Jan Lievens. El trabajo se encuentra en una colección privada, pero se exhibió en Washington D. C., de 2008 a 2009, y en todo el mundo con la Colección Leiden de 2017 y 2019.

## Historia
Jan Lievens completó el autorretrato alrededor de 1629 a 1630 en Leiden. La pintura se encuentra en una colección privada. Se exhibió por primera vez en 1957 en la Alfred Brod Gallery de Londres. Desde octubre de 2008 hasta enero de 2009, la pintura se exhibió en una exposición titulada Jan Who? en la Galería Nacional de Arte en Washington D. C.,
 y de 2017 a 2019 estuvo prestada a la Colección Leiden mientras recorría el mundo en exposiciones de museos.

## Descripción
El autorretrato muestra a Lievens apartando la mirada del espectador. Se pintó a sí mismo con cabello largo y ondulado y rasgos fuertes. La luz proviene de la parte superior izquierda para acentuar su pómulo y mostrar su piel. También pintó el cabello fino de su estrecho bigote.
Usando la dendrocronología, los exámenes de la pintura y el panel han revelado que el autorretrato fue pintado en un panel de roble del mismo árbol que Rembrandt usó para su pintura de 1629-1630 Sansón y Dalila. Las radiografías del autorretrato muestran que Lievens hizo «revisiones transformadoras de su apariencia» en el retrato varias veces. Pintó sobre un sombrero que estaba inclinado sobre su cabeza y cambió la cabeza a una posición inclinada hacia adelante. También cambió el cabello en la pintura, agregando mechones sueltos a la izquierda, posiblemente para emular los peinados cortesanos flamencos o ingleses.

## Recepción
El autorretrato de Lievens se exhibió en la Galería Nacional de Arte en 2008 y 2009. En el folleto de la exhibición, titulado Jan Lievens: A Dutch Master Rediscovered, el historiador de arte estadounidense Arthur K. Wheelock Jr. describe el autorretrato como «hermoso y seguro de sí mismo». También afirmó que el autorretrato reveló la «capacidad de Lievens para evocar la esencia de una persona solo a través de las características».